# Henry Ford
Henry Ford (født 30. juli 1863, død 7. april 1947) grundlagde bilfabrikken Ford Motor Company Inc..
For at effektivisere produktionen af biler indførte han den amerikanske ingeniør Frederick Winslow Taylors såkaldte Scientific Management. Ford brugte Taylors idéer til konstruktionen af verdens første samlebånd.

## Opvækst og baggrund
Ford blev født på sine forældres gård vest for Detroit i det som i dag hedder Dearborn. Han var den ældste af seks søskende. William og Mary Ford var velstående indflyttere fra Cork i Irland. Som barn var Ford meget optaget af mekanik. Som tolvårig tilbragte han det meste af sin tid i en maskinhal som han selv havde udstyret. Som femtenårig lavede han sin første forbrændingsmotor.
I 1879 flyttede han ind til Detroit og tog arbejde som maskinistlærling. Som udlært blev han ansat hos firmaet Westinghouse, hvor han arbejdede med benzinmotorer. Da han giftede sig med Clara Bryant i 1888, drev han også et savskæreri.
I 1891 blev han ingeniør i Thomas Edisons firma. Efter en forfremmelse i 1893 fik han nok af tid og penge til at vie sig til sine egne eksperimenter med lukkede forbrændingsmotorer. Han byggede sine to første bilprototyper i 1890'erne. I 1896 fuldførte han sin opfindelse kaldet quadricycle, som han prøvekørte 4. juni samme år (det var første gang han overhovedet sad bag et rat). Efter den succes forlod han "Edison Illuminating" og stiftede sammen med andre investorer Detroit Automobile Company. Kort tid efter gik de konkurs fordi Ford stadig forbedrede konceptet, i stedet for at sælge biler. Han kørte også bilrace mod andre producenter for at vise at hans biler var de bedste. Han kørte selv sin Quadricycle til sejr 10. oktober 1901 i et race mod Alexander Winton, en kendt chauffør. Samme år konstruerede Ford sin første racerbil. På den tid havde han stiftet Henry Ford Company, men blev presset ud af firmaet af investorerne, og firmaet skiftede navn til Cadillac. I 1903 stiftede han sammen med elleve andre Ford Motor Company, og forblev direktør i firmaet frem til 1919, da hans søn Edsel B. Ford overtog. Det var dog stadig Ford senior, der tog alle beslutningerne.
I 1919 sagsøgte Ford en avis, der havde kaldt ham en "uvidende idealist". For at bevise, at det ikke var ment injurierende, lagde avisen op til et strategisk forsvar. I retssalen fik Ford stillet en serie enkle spørgsmål, hvad der reelt afslørede hans uvidenhed. Han tidsfæstede Den Amerikanske Revolution til 1812, og mente, at chili con carne var "en militær enhed". Han indrømmede, at han kun læste overskrifter, og at bøger efter hans mening kun rodede tankerne til. Aviserne latterliggjorde ham grundigt, men han modtog flere fanbreve end nogensinde, og lykkedes netop med sine forkerte svar i at overbevise amerikanerne om, at han var en mand af folket. 

## Masseproduktion
Ford Motor Company var noget helt andet end de andre bilfabrikker i Detroit. På Highland Park,  Fords første fabrik, fik hans arbejdere bedre betalt end noget andet sted, men samlebåndsarbejdet var med sin monotoni fysisk og psykisk udmattende. En af arbejderne, der gav op efter en uge og gik tilbage til Dodge-fabrikken, sagde: "Det var en form for helvede på jord, hvor menneskene blev forvandlet til robotter. Jeg foragtede tanken på, at Fords markedsførere fremstillede selskabet som en velgører, når sandheden var, at de udnyttede arbejderne mere hensynsløst end nogen anden bilproducent, og dominerede arbejdernes liv på måder, der fratog dem deres privatliv og individualitet." Ford havde til det formål en egen division for sociologi. Fords sociologer kunne når som helst banke på de ansattes dør, og stille spørgsmål om deres civilstatus, religion, spareplaner, kosthold, alkoholforbrug, helbred, fritidsinteresser, livsforsikring osv. Alt blev nøje noteret ned på egne, blå skemaer. Den, der røg eller drak hjemme, blev fyret. Ledelsen byggede et netværk af informanter op. Arbejderne blev hyret til at udspionere hinanden. Hvis nogen prøvede at fagorganisere Fords arbejdere, blev de fyret, pryglet eller ovenikøbet dræbt af Fords mafia-forbindelser. Overvågningen var ikke kun politisk motiveret. En arbejder, der tog for mange pauser, blev konfronteret med hvert minut, han havde "stjålet" fra Ford.  Ford mente, man måtte fjerne "fremmedlegemerne i den menneskelige motor" for at få velfungerende ansatte. Hans løneksperiment, Five Dollars a Day, gav over natten de ansatte fordoblet løn og kortere arbejdstid. Lønforhøjelsen var dog forbeholdt gifte mennesker, fordi Ford mente, at alle burde være gift, og prisen, man betalte, var de uanmeldte visitter. 
Highland Park var en magnet for arbejdskraft fra hele Europa. I 1920'erne var kun tre af ti Ford-ansatte født i USA. Ford havde egne sprogskoler for indvandrerne, og efter eksamen gik de gennem en ceremoni i Highland Parks forsamlingshus. På en scene stod en model af et dampskib til kaj ved Ellis Island. Skibet blev prajet, en "matros" svarede, at det var lastet med gæstearbejdere, og så blev de sat "landsat", udklædt som til karneval i tøj fra den gamle verden, hver med en bylt, de bar på en kæp over skulderen. På kajen skulle de så gennem en kedel, "smeltediglen", og når de kom ud på den anden side, var de klædt i moderne amerikansk tøj, med et amerikansk flag i hånden. 
I slutningen af 1920'erne var Fords River Rouge-anlæg  verdens største. På det fem tusinde mål store område var der kraftværk, stålværk, valsemøller, glasfabrik og 160 km jernbane. 128.000 arbejdere ved River Rouge producerede en million biler i året. Ford har stadig seks fabrikker i gang i området, der producerer en bil hvert sekund. Ved udløbet af River Rouge er der bygget en enorm, kunstig industri-ø: Zug Island. 
31.maj 1929 undertegnede Ford Motor Company en kontrakt om at producere 30.000 biler af model A og 70.000 små lastbiler af model AA årligt i Sovjetunionen. Ford blev kritiseret for at hjælpe kommunisterne, men svarede, at det vigtige for ham var at få folk i arbejde: "Det er kun et tidsspørgsmål før høje lønninger, lave priser og masseproduktion er indført i alle lande," mente han. "I stedet for at reducere vore udenlandsmarkeder, vil det definere dem." På denne tid indgik også Austin Company aftale om bygge endnu større fabrikker i Nisjnij Novgorod i Sovjetunionen end de havde gjort for General Motors.  På opfordring fra Lenin studerede sovjetiske ledere Fords idéer om masseproduktion. Sovjet-systemet blev forsøgt opbygget efter model af en Ford-fabrik. I russiske landsbyer fejrede man festivaler til ære for Fordson-traktoren. Aldous Huxley påpegede koblingen mellem Ford og bolsjevismen da den første femårsplan blev iværksat: "For den bolsjevikiske idealist er Utopia ikke til at skille fra en Ford-fabrik (...) For at komme ind i det kristne himmelrige, må mennesket blive som små børn. Forudsætningen for at komme ind i det bolsjevikiske, jordiske paradis, er at blive som maskiner." I Huxleys roman Fagre nye verden er handlingen lagt til år 632 AF (= after Ford, dvs. efter hans død i 1947). Gud hedder ikke mere our Lord, men our Ford, og symbolet for denne trosretning, der ikke har konkurrenter, er et kristent kors uden den øverste del, altså en T som i T-Ford. 

## Ford og nazismen
Ford viede meget af sit otium til at publicere en avis, The Dearborn Independent, som han købte i 1919. Her indførte han samlebåndsprincippet i fremstilling af avisartikler. Én journalist indsamlede fakta; en anden lagde humor på; en tredje sørgede for den redaktionelle linje, osv., til der blev Ford-journalistik ud af det.  Avisen blev udgivet gennem otte år, og introducerede amerikanerne for det antisemitiske skrift Zions Vises Protokoller. Ford publicerede flere antisemitiske artikler i avisen, udgivet tidligt i 20'erne som fire indbundne værker med titlen Den internationale jøde. Artiklerne fastslog, at jøder ikke blev udsat for vold, men tværtimod selv stod bag episoderne. Artiklerne var godkendt af Ford som avisens ansvarshavende redaktør, men forfattet af hans ansatte, tyskeren August Müller, i samarbejde med den russiske flygtning Boris Basolt, som i hjemlandet havde tjent under den stærkt antisemitiske justitsminister Shchegolitov, der stod bag ritualmordsagen i Kijev i 1911 mod jøden Beiliss, som vakte stor opmærksomhed i hele Europa. Den internationale jøde vandt stor udbredelse, og blev trykt i en halv million eksemplarer bare i USA. I 1927 påstod Ford at være uden kendskab til sagen, og ført bag lyset af sine medarbejdere, men samtidigt havde han hyret agenter for at finde frem til den hemmelige jødiske verdenssammensværgelses hovedmænd i New York. Prominente jøder blev skygget, og agenterne fandt frem til organisationen Kehillah, der hjalp jødiske immigranter til rette i det nye land, men af Fords agenter blev fremstillet som en undergrundsorganisation med det formål at undergrave det amerikanske samfund. 
Den internationale jøde blev oversat og udgivet på russisk, spansk og tysk. Nogle afsnit i Hitlers Mein Kampf ser ud til at være mere eller mindre direkte afskrevet efter Fords udgivelse. 
I december 1927 nedlagde Ford sin avis og trak senere The International Jew og Sions vises protokoller tilbage. 7. januar 1942 udtrykte han i et åbent brev sit håb om, at anti-semitisme for al fremtid ville udryddes. Der er stillet spørgsmål ved hans oprigtighed, og om han overhovedet skrev brevet.
Ford Motor Company var aktiv i Tysklands militære opbygning i 30'erne, og i 1938 åbnede Ford en fabrik i Berlin, som leverede lastbiler til tyskerne. Under 2. verdenskrig bombede de allierede de Ford-fabrikker i Tyskland, der producerede kampvogne til Nazi-Tyskland. I midten af 50'erne sagsøgte Ford den amerikanske regering og forlangte erstatning for den materielle skade, disse bombninger havde forårsaget på hans fabrikker. Han vandt retssagen og blev tilkendt erstatning. I juli 1938 fik han som den første amerikaner (og den fjerde person nogensinde) medaljen Den tyske ørns orden (Grosskreuz des Deutschen Adlerordens), på det tidspunkt Nazi-Tysklands højeste udmærkelse givet til en udlænding, sammen med en personlig gratulation fra Hitler "for hans arbejde med at gøre bilen tilgængelig for masserne". Tidligere i 1938 fik Mussolini samme medalje.
Både Winifred Wagner, komponistens svigerdatter, og Kurt Ludecke, Nazi-Tysklands repræsentant i USA, hævdede at have modtaget økonomisk støtte fra Ford til den nazistiske bevægelse, men en efterforskning igangsat af USA's kongres i 1933 fik aldrig bekræftet at penge faktisk var blevet sendt. Rudolf Hess bad imidlertid sin tilkommende, Ilse Pröhl, om at telegrafere Ford om han ville give tilskud til et flytogt over Atlanterhavet i øst-vestlig retning, det modsatte af Charles Lindberghs bedrift, og fin propaganda for NSDAP. Dengang havde partiet så knappe midler, at Hess bad hende om at telegrafere Ford på tysk eller engelsk – hvad der nu blev kortest, for "hvert ord koster en Mark". Ved den anledning kom der dog ingen penge fra Ford.

## Ford Foundation
Sammen med sin søn Edsel Ford grundlagde Ford i 1936 stiftelsen "Ford Foundation" med lokal velgørenhed i staten Michigan som formål. Fra omkring 1950 virkede stiftelsen også internationalt.

## Den sidste tid
På sine ældre dage viede Ford sin tid til at bygge et museum op, der består af genstande som George Washingtons feltseng, og stolen, Abraham Lincoln sad i, da han blev skudt, samt Edisons sidste åndedrag, forseglet i et reagensrør. Her er også berømte biler, lokomotiver og flyvemaskiner, ikke mindst hans atomdrevne Ford Nucleon fra 1958,  der aldrig blev sat i produktion af frygt for kernefysiske trafikulykker. Det meste af museumsområdet er dog viet til Greenfield Village, et idyllisk amerikansk landsbyunivers fra 1800-tallet. Her findes ingen industri, kun små værksteder, hvor der drives netop det traditionelle håndværk, baseret på kundskab og erfaring, som Ford udkonkurrerede med sin masseproduktion, hvor arbejderen gentog den samme bevægelse dagen igennem, og kunne byttes ud på et øjeblik med folk hentet ind fra gaden. Ford indførte også sit samlebåndsprincip på Henry Ford Hospital, så patienten kunne få "repareret" den syge "del" hurtigere. For ham var kroppen en maskine, der fungerer godt eller dårligt, afhængigt af hvilket "drivstof", dvs. mad og drikke, man fylder den med. Ford mente derfor, at sygdom og kriminalitet skyldes "en forkert blanding i mavesækken".
21. september 1945 overlod Ford præsidentskabet til sit barnebarn Henry Ford II. Han var da meget syg og døde 83 år gammel på sin farm i Dearborn, "Fair Lane". Han blev gravlagt på Ford Cemetery  i Detroit.

## Citater
- Coming together is a beginning. Keeping together is progress. Working together is success.
- You can't build a reputation on what you are going to do.
- Before everything else, getting ready is the secret of success.
- Obstacles are those frightful things you see when you take your eyes off your goal.
- A business that makes nothing but money is a poor kind of business
- Whether you think you can or you can't. Either way you are right.